# غيلمار
غيلمار (بالبرتغالية: Gilmar Lobato da Rocha‏) هو لاعب كرة قدم برازيلي في مركز الوسط، ولد في 17 أكتوبر 1973 في ناتال في البرازيل. لعب مع نادي فارزيم ونافال.

## وصلات خارجية
- غيلمار على موقع قاعدة بيانات كرة القدم.إي يو (الإنجليزية)